# Major League Soccer 2011
Navigation
Édition précédente Édition suivante
La Major League Soccer 2011 est la 16e saison de la Major League Soccer, le championnat professionnel de soccer d'Amérique du Nord. Les Timbers de Portland et les Whitecaps de Vancouver rejoignent la MLS qui passe donc de 16 à 18 franchises.
Quatre places qualificatives pour la Ligue des champions de la CONCACAF 2012-2013 sont attribuées au vainqueur du Supporters' Shield, aux finalistes du championnat et au vainqueur de la Coupe des États-Unis de soccer.
La saison régulière débute le 15 mars par le match Sounders FC de Seattle - Galaxy de Los Angeles (0-1) et se termine le 23 octobre par la rencontre entre les Dynamo de Houston et les Galaxy de Los Angeles (3-1). Les play-offs ont lieu dans la foulée entre le 26 octobre et le 20 novembre.

## Changements par rapport à 2010
- 10 équipes participeront aux play-offs contre 8 la saison précédente[1].
- 2 nouvelles franchises apparaissent : les Timbers de Portland et les Whitecaps de Vancouver. Elles rejoignent toutes deux la conférence Ouest.
- Les Dynamo de Houston passent de la conférence Ouest à la conférence Est.
- Les Wizards de Kansas City changent de nom et deviennent le Sporting de Kansas City. Ce changement est annoncé le 17 novembre 2010[2].
- La MLS Reserve Division, championnat opposant les réserves des clubs engagés en MLS fait sa réapparition après 2 années d'arrêt[3].

## Les 18 franchises participantes

### Carte
| Fire de Chicago Chivas USA Rapids du · Colorado Crew de · Columbus D.C. United FC Dallas Wizards de · Kansas City Dynamo de Houston Galaxy de Los Angeles Revolution de la · Nouvelle-Angleterre Red Bulls de New York Earthquakes · de San José Real Salt Lake Toronto FC Sounders FC de Seattle Union de Philadelphie Timbers de Portland Whitecaps de Vancouver |

| Association de l'Ouest - Chivas USA - Rapids du Colorado - FC Dallas - Galaxy de Los Angeles - Timbers de Portland (N) - Real Salt Lake - Earthquakes de San José - Sounders FC de Seattle - Whitecaps de Vancouver (N) | Association de l'Est - Fire de Chicago - Crew de Columbus - D.C. United - Dynamo de Houston - Sporting de Kansas City - Revolution de la Nouvelle-Angleterre - Red Bulls de New York - Union de Philadelphie - Toronto FC |

### Stades
| Fire de Chicago   | Chivas USA              | Rapids du Colorado                   | Crew de Columbus         | D.C. United           | FC Dallas              |
| ----------------- | ----------------------- | ------------------------------------ | ------------------------ | --------------------- | ---------------------- |
| Toyota Park       | The Home Depot Center   | Dick's Sporting Goods Park           | Columbus Crew Stadium    | RFK Memorial Stadium  | Pizza Hut Park         |
| Capacité : 20 000 | Capacité : 27 000       | Capacité : 19 680                    | Capacité : 20 455        | Capacité : 45 596     | Capacité : 21 193      |
|                   |                         |                                      |                          |                       |                        |
| Dynamo de Houston | Galaxy de Los Angeles   | Revolution de la Nouvelle-Angleterre | Red Bulls de New York    | Union de Philadelphie | Timbers de Portland    |
| Robertson Stadium | The Home Depot Center   | Gillette Stadium                     | Red Bull Arena           | PPL Park              | Jeld-Wen Field         |
| Capacité : 32 350 | Capacité : 27 000       | Capacité : 68 756                    | Capacité : 25 189        | Capacité : 18 500     | Capacité : 22 000      |
|                   |                         |                                      |                          |                       |                        |
| Real Salt Lake    | Earthquakes de San José | Sounders FC de Seattle               | Sporting de Kansas City  | Toronto FC            | Whitecaps de Vancouver |
| Rio Tinto Stadium | Buck Shaw Stadium       | CenturyLink Field                    | Livestrong Sporting Park | BMO Field             | Empire Field           |
| Capacité : 20 008 | Capacité : 10 300       | Capacité : 35 700                    | Capacité : 18 467        | Capacité : 22 100     | Capacité : 27 528      |
|                   |                         |                                      |                          |                       |                        |

- Les Whitecaps joueront au BC Place Stadium quand la rénovation du stade sera terminée.

### Entraîneurs et capitaines
Durant l'intersaison, Martín Vásquez est remercié par le Chivas USA. Robin Fraser le remplace. Au Toronto FC, Aron Winter remplace Nick Dasovic qui avait terminé en tant qu'intérimaire la saison précédente.
| Équipe                               | Entraîneur                                            | Capitaine                                      |
| ------------------------------------ | ----------------------------------------------------- | ---------------------------------------------- |
| Fire de Chicago                      | Carlos de los Cobos (30/05/11) Frank Klopas (intérim) | Logan Pause                                    |
| Chivas USA                           | Robin Fraser                                          | Jimmy Conrad Simon Elliott                     |
| Rapids du Colorado                   | Gary Smith                                            | Pablo Mastroeni                                |
| Crew de Columbus                     | Robert Warzycha                                       | Chad Marshall                                  |
| D.C. United                          | Ben Olsen                                             | Dax McCarty Josh Wolff                         |
| FC Dallas                            | Schellas Hyndman                                      | Daniel Hernández (en)                          |
| Dynamo de Houston                    | Dominic Kinnear                                       | Brian Ching                                    |
| Galaxy de Los Angeles                | Bruce Arena                                           | Landon Donovan                                 |
| Revolution de la Nouvelle-Angleterre | Steve Nicol                                           | Shalrie Joseph                                 |
| Red Bulls de New York                | Hans Backe                                            | Thierry Henry                                  |
| Union de Philadelphie                | Piotr Nowak                                           | Faryd Mondragón                                |
| Timbers de Portland                  | John Spencer                                          | Jack Jewsbury                                  |
| Real Salt Lake                       | Jason Kreis                                           | Kyle Beckerman                                 |
| Earthquakes de San José              | Frank Yallop                                          | Ramiro Corrales                                |
| Sounders FC de Seattle               | Sigi Schmid                                           | Kasey Keller                                   |
| Sporting de Kansas City              | Peter Vermes                                          | Davy Arnaud                                    |
| Toronto FC                           | Aron Winter                                           | Dwayne De Rosario Maicon Santos Torsten Frings |
| Whitecaps de Vancouver               | Teitur Thordarson (29/05/11) Tom Soehn (en) (intérim) | Jay DeMerit                                    |

## Format de la compétition
- Les 18 équipes sont réparties en 2 conférences : Conférence Ouest (9 équipes) et la Conférence Est (9 équipes).
- Toutes les équipes se rencontrent 2 fois (34 rencontres)[9].
- Les 3 meilleures équipes de chaque conférence sont automatiquement qualifiées pour les demi-finales de conférences. Les 4 meilleures équipes restantes au classement général s'affrontent (la meilleure contre la plus mauvaise et la seconde contre la troisième) sur un match sur le terrain du mieux classé, pour accéder à ces demi-finales. La meilleure équipe de la saison régulière affrontera la plus mauvaise équipe issue des barrages, tandis que le leader de l'autre conférence affrontera l'équipe restante[10]. Ainsi, une équipe barragiste peut se retrouver dans la conférence opposée à celle où elle participe.
- En cas d'égalité, les critères suivants départagent les équipes :

1. Points pris dans les confrontations directes
2. Différence de buts générale
3. Nombre de buts marqués
4. Ces 3 premiers critères seulement appliqués aux matchs à l'extérieur
5. Ces 3 premiers critères seulement appliqués aux matchs à domicile
6. Meilleur classement du fair-play
7. Tirage à la pièce

## Saison régulière

### Classement des conférences Ouest et Est
| Rang | Équipe                   | Pts | J  | G  | N  | P  | Bp | Bc | Diff |
| ---- | ------------------------ | --- | -- | -- | -- | -- | -- | -- | ---- |
| 1    | Galaxy de Los Angeles    | 67  | 34 | 19 | 10 | 5  | 48 | 28 | +20  |
| 2    | Sounders FC de Seattle C | 63  | 34 | 18 | 9  | 7  | 56 | 37 | +19  |
| 3    | Real Salt Lake           | 53  | 34 | 15 | 8  | 11 | 44 | 36 | +8   |
| 4    | FC Dallas                | 52  | 34 | 15 | 7  | 12 | 42 | 39 | +3   |
| 5    | Rapids du Colorado T     | 49  | 34 | 12 | 13 | 9  | 44 | 41 | +3   |
| 6    | Timbers de Portland      | 42  | 34 | 11 | 9  | 14 | 40 | 48 | -8   |
| 7    | Earthquakes de San José  | 38  | 34 | 8  | 14 | 12 | 40 | 45 | -5   |
| 8    | Chivas USA               | 36  | 34 | 8  | 12 | 14 | 41 | 43 | -2   |
| 9    | Whitecaps de Vancouver   | 28  | 34 | 6  | 10 | 18 | 35 | 55 | -20  |

| Rang | Équipe                               | Pts | J  | G  | N  | P  | Bp | Bc | Diff |
| ---- | ------------------------------------ | --- | -- | -- | -- | -- | -- | -- | ---- |
| 1    | Sporting de Kansas City              | 51  | 34 | 13 | 12 | 9  | 50 | 40 | +10  |
| 2    | Dynamo de Houston                    | 49  | 34 | 12 | 13 | 9  | 45 | 41 | +4   |
| 3    | Union de Philadelphie                | 48  | 34 | 11 | 15 | 8  | 44 | 36 | +8   |
| 4    | Crew de Columbus                     | 47  | 34 | 13 | 8  | 13 | 43 | 44 | -1   |
| 5    | Red Bulls de New York                | 46  | 34 | 10 | 16 | 8  | 50 | 44 | +6   |
| 6    | Fire de Chicago                      | 43  | 34 | 9  | 16 | 9  | 46 | 45 | +1   |
| 7    | D.C. United                          | 39  | 34 | 9  | 12 | 13 | 49 | 52 | -3   |
| 8    | Toronto FC                           | 33  | 34 | 6  | 15 | 13 | 36 | 59 | -23  |
| 9    | Revolution de la Nouvelle-Angleterre | 28  | 34 | 5  | 13 | 16 | 38 | 58 | -20  |

- MLS Supporters' Shield et qualification pour la Ligue des champions de la CONCACAF 2012-2013
- Qualification directe pour les séries éliminatoires
- Qualification pour les barrages

T : Tenant du titre

C : Vainqueur de la Coupe des États-Unis de soccer 2011 et qualification pour la Ligue des champions de la CONCACAF 2012-2013

### Résultats
Source : mlssoccer.com
| Résultats (▼dom., ►ext.)                                   | CHIC | CHIV | COLO | COLU | DCU | FCD | HOU | LA  | NEW | NY  | PHI | POR | RSL | SJ  | SEA | SPO | TOR | VAN |
| Fire de Chicago                                            |      | 3-2  | 2-0  | 3-2  | 1-1 | 1-2 | 1-1 | 1-2 | 3-2 | 1-1 | 1-1 | 0-1 | 0-0 | 2-2 | 0-0 | 3-2 | 2-0 | 0-0 |
| C.D. Chivas USA                                            | 1-1  |      | 0-1  | 0-0  | 0-3 | 1-2 | 3-0 | 0-1 | 3-0 | 0-0 | 1-1 | 1-0 | 0-1 | 2-0 | 1-3 | 2-3 | 3-0 | 1-1 |
| Rapids du Colorado                                         | 1-1  | 2-2  |      | 2-0  | 4-1 | 1-0 | 0-0 | 1-3 | 2-2 | 4-1 | 1-1 | 3-1 | 0-0 | 1-1 | 0-1 | 1-1 | 0-0 | 2-1 |
| Crew de Columbus                                           | 0-1  | 3-3  | 4-1  |      | 2-1 | 2-0 | 2-2 | 0-1 | 3-1 | 0-0 | 2-1 | 1-0 | 2-1 | 0-0 | 1-1 | 1-0 | 2-4 | 2-1 |
| D.C. United                                                | 1-2  | 2-2  | 1-1  | 3-1  |     | 0-0 | 2-2 | 1-1 | 0-1 | 0-4 | 2-2 | 1-1 | 4-1 | 2-4 | 2-1 | 0-1 | 3-3 | 4-0 |
| FC Dallas                                                  | 1-1  | 1-0  | 3-0  | 2-0  | 0-0 |     | 0-1 | 2-1 | 1-0 | 0-1 | 2-0 | 4-0 | 0-0 | 0-2 | 0-1 | 1-4 | 1-0 | 2-0 |
| Dynamo de Houston                                          | 1-1  | 2-1  | 1-2  | 0-2  | 4-1 | 2-2 |     | 3-1 | 1-0 | 2-2 | 0-1 | 2-1 | 3-2 | 2-1 | 3-1 | 1-1 | 2-0 | 3-1 |
| Galaxy de Los Angeles                                      | 2-1  | 1-0  | 1-0  | 1-0  | 0-0 | 3-1 | 1-0 |     | 1-1 | 1-1 | 1-0 | 3-0 | 2-1 | 2-0 | 0-0 | 4-1 | 2-2 | 3-0 |
| Revolution de la Nouvelle-Angleterre                       | 1-1  | 2-3  | 0-0  | 0-3  | 2-1 | 2-0 | 1-1 | 0-1 |     | 2-2 | 4-4 | 1-1 | 0-2 | 1-2 | 1-2 | 3-2 | 0-0 | 1-0 |
| Red Bulls de New York                                      | 2-2  | 2-3  | 2-2  | 1-1  | 0-1 | 2-2 | 1-1 | 2-0 | 2-1 |     | 1-0 | 2-0 | 1-3 | 3-0 | 1-0 | 1-0 | 5-0 | 1-1 |
| Union de Philadelphie                                      | 2-1  | 3-2  | 1-2  | 1-0  | 3-2 | 2-2 | 1-1 | 1-1 | 3-0 | 1-0 |     | 0-0 | 1-1 | 1-0 | 1-1 | 0-0 | 1-1 | 1-0 |
| Timbers de Portland                                        | 4-2  | 1-0  | 0-1  | 1-0  | 2-3 | 3-2 | 0-2 | 3-0 | 3-0 | 3-3 | 1-0 |     | 1-0 | 1-1 | 2-3 | 1-2 | 2-2 | 2-1 |
| Real Salt Lake                                             | 0-3  | 1-0  | 1-0  | 0-2  | 1-1 | 2-0 | 0-0 | 4-1 | 3-3 | 3-0 | 2-1 | 1-1 |     | 4-0 | 1-2 | 1-0 | 3-1 | 2-0 |
| Earthquakes de San José                                    | 2-0  | 1-2  | 1-2  | 3-0  | 0-2 | 4-2 | 2-0 | 0-0 | 2-1 | 2-2 | 0-0 | 1-1 | 0-1 |     | 2-2 | 1-1 | 1-1 | 2-2 |
| Sounders FC de Seattle                                     | 2-1  | 0-0  | 4-3  | 6-2  | 3-0 | 0-1 | 1-1 | 0-1 | 2-1 | 4-2 | 0-2 | 1-1 | 1-2 | 2-1 |     | 1-0 | 3-0 | 2-2 |
| Sporting de Kansas City                                    | 0-0  | 1-1  | 1-1  | 2-1  | 1-0 | 2-3 | 3-0 | 2-2 | 1-1 | 2-0 | 1-1 | 3-1 | 2-0 | 1-0 | 1-2 |     | 4-2 | 2-1 |
| Toronto FC                                                 | 2-2  | 1-1  | 2-1  | 1-1  | 0-3 | 0-1 | 2-1 | 0-0 | 2-2 | 1-1 | 2-6 | 2-0 | 1-0 | 1-1 | 0-1 | 0-0 |     | 1-0 |
| Whitecaps de Vancouver                                     | 4-2  | 0-0  | 1-2  | 0-1  | 2-1 | 1-2 | 1-0 | 0-4 | 1-1 | 1-1 | 1-0 | 0-1 | 3-0 | 1-1 | 1-3 | 3-3 | 4-2 |     |
| - Victoire à domicile - Match nul - Victoire à l'extérieur |      |      |      |      |     |     |     |     |     |     |     |     |     |     |     |     |     |     |

## Play-offs

### Règlement
Pour les matchs de barrages, la meilleure équipe non qualifiée recevra la quatrième tandis que la seconde recevra la troisième.
Ce tour se déroule en un seul match, avec prolongations et tirs au but éventuels.
La meilleure équipe de la première phase de MLS affronte en demi-finale de conférence, l'équipe la plus faible équipe issue des barrages, l'autre premier de conférence affrontera l'autre équipe issue des barrages.
Si la formule change en ce qui concerne le début des play-offs par rapport à 2010, à partir des demi-finales de conférences, rien ne change.
Ainsi, les demi-finales de conférence, se déroulent toujours par match aller-retour, avec match retour chez l'équipe la mieux classée.
En cas d'égalité de buts, une prolongation de deux périodes de 15 minutes a alors lieu.
S'il y a toujours égalité, une séance de tirs au but les départagera.
Les finales de conférence ont lieu sur les terrains des équipes les mieux classées.
Le lieu de la finale MLS est annoncé le 9 mai 2011. C'est le The Home Depot Center situé à Carson en Californie et stade habituel des Chivas USA et des Galaxy de Los Angeles qui est choisi. C'est la quatrième fois que ce site est choisi comme lieu de la finale MLS, ce qui est un record.
Ces 2 tours se déroulent en un seul match, avec prolongations et tirs au but pour départager si nécessaire les équipes.

### Tour préliminaire
|  | 26 octobre |                       |   |
|  |            |                       |   |
|  | 7          | FC Dallas             | 0 |
|  | 10         | Red Bulls de New York | 2 |

|  | 27 octobre |                    |   |
|  |            |                    |   |
|  | 8          | Rapids du Colorado | 1 |
|  | 9          | Crew de Columbus   | 0 |

Les Red Bulls de New York, plus faible équipe encore en course affrontent les Galaxy de Los Angeles (vainqueur du Supporters' Shield) tandis que les Rapids du Colorado jouent le Sporting de Kansas City, leader de la conférence Est en saison régulière.

### Tableau
|  | Demi-finales de Conférence | Demi-finales de Conférence | Demi-finales de Conférence            | Demi-finales de Conférence |                            |                            | Finales de Conférence                             | Finales de Conférence                             | Finales de Conférence                             | Finales de Conférence                             |  |  | MLS Cup 2011                           | MLS Cup 2011                           | MLS Cup 2011                           | MLS Cup 2011                           |
|  |                            |                            |                                       |                            |                            |                            |                                                   |                                                   |                                                   |                                                   |  |  |                                        |                                        |                                        |                                        |
|  | 30 octobre et 2 novembre   | 30 octobre et 2 novembre   | 30 octobre et 2 novembre              | 30 octobre et 2 novembre   |                            |                            | 6 novembre, Livestrong Sporting Park, Kansas City | 6 novembre, Livestrong Sporting Park, Kansas City | 6 novembre, Livestrong Sporting Park, Kansas City | 6 novembre, Livestrong Sporting Park, Kansas City |  |  | 20 novembre, Home Depot Center, Carson | 20 novembre, Home Depot Center, Carson | 20 novembre, Home Depot Center, Carson | 20 novembre, Home Depot Center, Carson |
|  | 30 octobre et 2 novembre   | 30 octobre et 2 novembre   | 30 octobre et 2 novembre              | 30 octobre et 2 novembre   |                            |                            | 6 novembre, Livestrong Sporting Park, Kansas City | 6 novembre, Livestrong Sporting Park, Kansas City | 6 novembre, Livestrong Sporting Park, Kansas City | 6 novembre, Livestrong Sporting Park, Kansas City |  |  | 20 novembre, Home Depot Center, Carson | 20 novembre, Home Depot Center, Carson | 20 novembre, Home Depot Center, Carson | 20 novembre, Home Depot Center, Carson |
|  | E1 Sporting de Kansas City | E1 Sporting de Kansas City | 2                                     | 2                          |                            |                            | 6 novembre, Livestrong Sporting Park, Kansas City | 6 novembre, Livestrong Sporting Park, Kansas City | 6 novembre, Livestrong Sporting Park, Kansas City | 6 novembre, Livestrong Sporting Park, Kansas City |  |  | 20 novembre, Home Depot Center, Carson | 20 novembre, Home Depot Center, Carson | 20 novembre, Home Depot Center, Carson | 20 novembre, Home Depot Center, Carson |
|  | E1 Sporting de Kansas City | E1 Sporting de Kansas City | 2                                     | 2                          |                            |                            | 6 novembre, Livestrong Sporting Park, Kansas City | 6 novembre, Livestrong Sporting Park, Kansas City | 6 novembre, Livestrong Sporting Park, Kansas City | 6 novembre, Livestrong Sporting Park, Kansas City |  |  | 20 novembre, Home Depot Center, Carson | 20 novembre, Home Depot Center, Carson | 20 novembre, Home Depot Center, Carson | 20 novembre, Home Depot Center, Carson |
|  | WC Rapids du Colorado      | WC Rapids du Colorado      | 0                                     | 0                          |                            |                            | 6 novembre, Livestrong Sporting Park, Kansas City | 6 novembre, Livestrong Sporting Park, Kansas City | 6 novembre, Livestrong Sporting Park, Kansas City | 6 novembre, Livestrong Sporting Park, Kansas City |  |  | 20 novembre, Home Depot Center, Carson | 20 novembre, Home Depot Center, Carson | 20 novembre, Home Depot Center, Carson | 20 novembre, Home Depot Center, Carson |
|  | WC Rapids du Colorado      | WC Rapids du Colorado      | 0                                     | 0                          | E1 Sporting de Kansas City | E1 Sporting de Kansas City | 0                                                 | 0                                                 |                                                   |                                                   |  |  | 20 novembre, Home Depot Center, Carson | 20 novembre, Home Depot Center, Carson | 20 novembre, Home Depot Center, Carson | 20 novembre, Home Depot Center, Carson |
|  | 30 octobre et 3 novembre   |                            |                                       |                            | E1 Sporting de Kansas City | E1 Sporting de Kansas City | 0                                                 | 0                                                 |                                                   |                                                   |  |  | 20 novembre, Home Depot Center, Carson | 20 novembre, Home Depot Center, Carson | 20 novembre, Home Depot Center, Carson | 20 novembre, Home Depot Center, Carson |
|  |                            |                            | E2 Dynamo de Houston                  | E2 Dynamo de Houston       | 2                          | 2                          |                                                   |                                                   |                                                   |                                                   |  |  | 20 novembre, Home Depot Center, Carson | 20 novembre, Home Depot Center, Carson | 20 novembre, Home Depot Center, Carson | 20 novembre, Home Depot Center, Carson |
|  | E2 Dynamo de Houston       | E2 Dynamo de Houston       | E2 Dynamo de Houston                  | E2 Dynamo de Houston       | 2                          | 2                          | 2                                                 | 1                                                 |                                                   |                                                   |  |  | 20 novembre, Home Depot Center, Carson | 20 novembre, Home Depot Center, Carson | 20 novembre, Home Depot Center, Carson | 20 novembre, Home Depot Center, Carson |
|  | E2 Dynamo de Houston       | E2 Dynamo de Houston       | 6 novembre, Home Depot Center, Carson |                            |                            |                            | 2                                                 | 1                                                 |                                                   |                                                   |  |  | 20 novembre, Home Depot Center, Carson | 20 novembre, Home Depot Center, Carson | 20 novembre, Home Depot Center, Carson | 20 novembre, Home Depot Center, Carson |
|  | E3 Union de Philadelphie   | E3 Union de Philadelphie   | 1                                     | 0                          |                            |                            |                                                   |                                                   |                                                   |                                                   |  |  | 20 novembre, Home Depot Center, Carson | 20 novembre, Home Depot Center, Carson | 20 novembre, Home Depot Center, Carson | 20 novembre, Home Depot Center, Carson |
|  | E3 Union de Philadelphie   | E3 Union de Philadelphie   | 1                                     | 0                          | E2 Dynamo de Houston       | E2 Dynamo de Houston       | 0                                                 | 0                                                 |                                                   |                                                   |  |  |                                        |                                        |                                        |                                        |
|  | 30 octobre et 3 novembre   |                            |                                       |                            | E2 Dynamo de Houston       | E2 Dynamo de Houston       | 0                                                 | 0                                                 |                                                   |                                                   |  |  |                                        |                                        |                                        |                                        |
|  |                            |                            | O1 Galaxy de Los Angeles              | O1 Galaxy de Los Angeles   | 1                          | 1                          |                                                   |                                                   |                                                   |                                                   |  |  |                                        |                                        |                                        |                                        |
|  | O1 Galaxy de Los Angeles   | O1 Galaxy de Los Angeles   | O1 Galaxy de Los Angeles              | O1 Galaxy de Los Angeles   | 1                          | 1                          | 1                                                 | 2                                                 |                                                   |                                                   |  |  |                                        |                                        |                                        |                                        |
|  | O1 Galaxy de Los Angeles   | O1 Galaxy de Los Angeles   |                                       |                            |                            |                            |                                                   |                                                   |                                                   |                                                   |  |  |                                        |                                        |                                        |                                        |
|  | WC Red Bulls de New York   | WC Red Bulls de New York   | 0                                     | 1                          |                            |                            |                                                   |                                                   |                                                   |                                                   |  |  |                                        |                                        |                                        |                                        |
|  | WC Red Bulls de New York   | WC Red Bulls de New York   | 0                                     | 1                          | O1 Galaxy de Los Angeles   | O1 Galaxy de Los Angeles   | 3                                                 | 3                                                 |                                                   |                                                   |  |  |                                        |                                        |                                        |                                        |
|  | 29 octobre et 2 novembre   |                            |                                       |                            | O1 Galaxy de Los Angeles   | O1 Galaxy de Los Angeles   | 3                                                 | 3                                                 |                                                   |                                                   |  |  |                                        |                                        |                                        |                                        |
|  |                            |                            | O3 Real Salt Lake                     | O3 Real Salt Lake          | 1                          | 1                          |                                                   |                                                   |                                                   |                                                   |  |  |                                        |                                        |                                        |                                        |
|  | O2 Sounders FC de Seattle  | O2 Sounders FC de Seattle  | O3 Real Salt Lake                     | O3 Real Salt Lake          | 1                          | 1                          | 0                                                 | 2                                                 |                                                   |                                                   |  |  |                                        |                                        |                                        |                                        |
|  | O2 Sounders FC de Seattle  | O2 Sounders FC de Seattle  |                                       |                            |                            |                            |                                                   | 2                                                 |                                                   |                                                   |  |  |                                        |                                        |                                        |                                        |
|  | O3 Real Salt Lake          | O3 Real Salt Lake          | 3                                     | 0                          |                            |                            |                                                   |                                                   |                                                   |                                                   |  |  |                                        |                                        |                                        |                                        |
|  | O3 Real Salt Lake          | O3 Real Salt Lake          | 3                                     | 0                          |                            |                            |                                                   |                                                   |                                                   |                                                   |  |  |                                        |                                        |                                        |                                        |
|  |                            |                            |                                       |                            |                            |                            |                                                   |                                                   |                                                   |                                                   |  |  |                                        |                                        |                                        |                                        |

### Résultats

#### Tour préliminaire
| 26 octobre 2011 | FC Dallas                     | 0 - 2 | Red Bulls de New York                             |                                                                         |                                                                         |
|                 | · Ihemelu 31e · Hernández 51e |       | 27e Ream · 61e Lindpere · 79e Solli · 90+8e Henry | Pizza Hut Park, Frisco Spectateurs : 10,017 Arbitrage : Ricardo Salazar | Pizza Hut Park, Frisco Spectateurs : 10,017 Arbitrage : Ricardo Salazar |
|                 | Rapport                       |       |                                                   | Pizza Hut Park, Frisco Spectateurs : 10,017 Arbitrage : Ricardo Salazar | Pizza Hut Park, Frisco Spectateurs : 10,017 Arbitrage : Ricardo Salazar |

| 27 octobre 2011 | Rapids du Colorado | 1 - 0 | Crew de Columbus |                                                                                          |                                                                                          |
|                 | · Cummings 45+1e   |       | 15e Miranda      | Dick's Sporting Goods Park, Commerce City Spectateurs : 7 803 Arbitrage : Jorge Gonzalez | Dick's Sporting Goods Park, Commerce City Spectateurs : 7 803 Arbitrage : Jorge Gonzalez |
|                 | Rapport            |       |                  | Dick's Sporting Goods Park, Commerce City Spectateurs : 7 803 Arbitrage : Jorge Gonzalez | Dick's Sporting Goods Park, Commerce City Spectateurs : 7 803 Arbitrage : Jorge Gonzalez |

#### Demi-finales de conférence

##### Est
| 30 octobre 2011 | Rapids du Colorado          | 0 - 2 | Sporting de Kansas City                        |                                                                                            |                                                                                            |
|                 | · Marshall 57e · Nyassi 63e |       | 47e Bunbury · 49e Bunbury · 59e (pen.) Bunbury | Dick's Sporting Goods Park, Commerce City Spectateurs : 8 601 Arbitrage : Baldomero Toledo | Dick's Sporting Goods Park, Commerce City Spectateurs : 8 601 Arbitrage : Baldomero Toledo |
|                 | Rapport                     |       |                                                | Dick's Sporting Goods Park, Commerce City Spectateurs : 8 601 Arbitrage : Baldomero Toledo | Dick's Sporting Goods Park, Commerce City Spectateurs : 8 601 Arbitrage : Baldomero Toledo |

| 2 novembre 2011 | Sporting de Kansas City                                                   | 2 - 0 | Rapids du Colorado                                   |                                                                                    |                                                                                    |
|                 | · Collin 28e · Espinoza 35e · Júlio César 45+3e · Arnaud 65e · Sapong 76e |       | 27e Nane · 55e Comminges · 75e Mullan · 90+3e Nyassi | Livestrong Sporting Park, Kansas City Spectateurs : 18 565 Arbitrage : Kevin Stott | Livestrong Sporting Park, Kansas City Spectateurs : 18 565 Arbitrage : Kevin Stott |
|                 | Rapport                                                                   |       |                                                      | Livestrong Sporting Park, Kansas City Spectateurs : 18 565 Arbitrage : Kevin Stott | Livestrong Sporting Park, Kansas City Spectateurs : 18 565 Arbitrage : Kevin Stott |

Le Sporting de Kansas City se qualifie sur un score cumulé de 4-0.
| 30 octobre 2011 | Union de Philadelphie                                                | 1 - 2 | Dynamo de Houston                                |                                                                 |                                                                 |
|                 | Farfan 4e · Le Toux 7e · Miglioranzi 17e · Williams 39e · Caroll 65e |       | · 6e Hainault · 27e Cruz · 30e Carr · 40e Moffat | PPL Park, Chester Spectateurs : 18 539 Arbitrage : Jair Marrufo | PPL Park, Chester Spectateurs : 18 539 Arbitrage : Jair Marrufo |
|                 | Rapport                                                              |       |                                                  | PPL Park, Chester Spectateurs : 18 539 Arbitrage : Jair Marrufo | PPL Park, Chester Spectateurs : 18 539 Arbitrage : Jair Marrufo |

| 3 novembre 2011 | Dynamo de Houston        | 1 - 0 | Union de Philadelphie   |                                                                             |                                                                             |
|                 | · Ching 45+3e · Carr 67e |       | 30e Valdes · 51e Farfan | Robertson Stadium, Houston Spectateurs : 24 749 Arbitrage : Ricardo Salazar | Robertson Stadium, Houston Spectateurs : 24 749 Arbitrage : Ricardo Salazar |
|                 | Rapport                  |       |                         | Robertson Stadium, Houston Spectateurs : 24 749 Arbitrage : Ricardo Salazar | Robertson Stadium, Houston Spectateurs : 24 749 Arbitrage : Ricardo Salazar |

Le Dynamo de Houston se qualifie sur un score cumulé de 3-0.

##### Ouest
| 29 octobre 2011 | Real Salt Lake                                           | 3 - 0 | Sounders FC de Seattle                       |                                                                       |                                                                       |
|                 | Espíndola 30e · Saborío 41e · Saborío 53e · Grabavoy 88e |       | · 54e Alonso · 90+1e Montero · 90+3e Friberg | Rio Tinto Stadium, Sandy Spectateurs : 17 067 Arbitrage : Mark Geiger | Rio Tinto Stadium, Sandy Spectateurs : 17 067 Arbitrage : Mark Geiger |
|                 | Rapport                                                  |       |                                              | Rio Tinto Stadium, Sandy Spectateurs : 17 067 Arbitrage : Mark Geiger | Rio Tinto Stadium, Sandy Spectateurs : 17 067 Arbitrage : Mark Geiger |

| 2 novembre 2011 | Sounders FC de Seattle    | 2 - 0 | Real Salt Lake                                            |                                                                          |                                                                          |
|                 | · Alonso 56e · Neagle 61e |       | 55e Beltran · 56e Rimando · 62e Levesque · 90+2e González | CenturyLink Field, Seattle Spectateurs : 36 021 Arbitrage : Jair Marrufo | CenturyLink Field, Seattle Spectateurs : 36 021 Arbitrage : Jair Marrufo |
|                 | Rapport                   |       |                                                           | CenturyLink Field, Seattle Spectateurs : 36 021 Arbitrage : Jair Marrufo | CenturyLink Field, Seattle Spectateurs : 36 021 Arbitrage : Jair Marrufo |

Le Real Salt Lake se qualifie sur un score cumulé de 3-2.
| 30 octobre 2011 | Red Bulls de New York     | 0 - 1 | Galaxy de Los Angeles                  |                                                                     |                                                                     |
|                 | · Henry 44e · Márquez 90e |       | 15e Magee · 40e Franklin · 90e Juninho | Red Bull Arena, Harrison Spectateurs : 22 633 Arbitrage : Alex Prus | Red Bull Arena, Harrison Spectateurs : 22 633 Arbitrage : Alex Prus |
|                 | Rapport                   |       |                                        | Red Bull Arena, Harrison Spectateurs : 22 633 Arbitrage : Alex Prus | Red Bull Arena, Harrison Spectateurs : 22 633 Arbitrage : Alex Prus |

| 3 novembre 2011 | Galaxy de Los Angeles                            | 2 - 1 | Red Bulls de New York                           |                                                                            |                                                                            |
|                 | · Magee 42e · Donovan 45+1e · Donovan 75e (pen.) |       | 4e Rodgers · 5e Rodgers · 61e Henry · 81e Solli | Home Depot Center, Carson Spectateurs : 20 000 Arbitrage : Hilario Grajeda | Home Depot Center, Carson Spectateurs : 20 000 Arbitrage : Hilario Grajeda |
|                 | Rapport                                          |       |                                                 | Home Depot Center, Carson Spectateurs : 20 000 Arbitrage : Hilario Grajeda | Home Depot Center, Carson Spectateurs : 20 000 Arbitrage : Hilario Grajeda |

Le Galaxy de Los Angeles se qualifie sur un score cumulé de 3-1.

#### Finales de conférence

##### Est
| 6 novembre 2011 | Sporting de Kansas City          | 0 - 2 | Dynamo de Houston                                               |                                                                                    |                                                                                    |
|                 | · Júlio César 30e · Espinoza 74e |       | 17e Carr · 53e Hainault · 55e Camargo · 87e Costly · 87e Costly | Livestrong Sporting Park, Kansas City Spectateurs : 20 839 Arbitrage : Mark Geiger | Livestrong Sporting Park, Kansas City Spectateurs : 20 839 Arbitrage : Mark Geiger |
|                 | Rapport                          |       |                                                                 | Livestrong Sporting Park, Kansas City Spectateurs : 20 839 Arbitrage : Mark Geiger | Livestrong Sporting Park, Kansas City Spectateurs : 20 839 Arbitrage : Mark Geiger |

##### Ouest
| 6 novembre 2011 | Galaxy de Los Angeles                                                     | 3 - 1 | Real Salt Lake              |                                                                           |                                                                           |
|                 | Donovan 23e (pen.) · Juninho 56e · Magee 58e · Keane 68e · Franklin 90+3e |       | · 25e Saborío · 70e Morales | Home Depot Center, Carson Spectateurs : 23 437 Arbitrage : Jorge Gonzalez | Home Depot Center, Carson Spectateurs : 23 437 Arbitrage : Jorge Gonzalez |
|                 | Report                                                                    |       |                             | Home Depot Center, Carson Spectateurs : 23 437 Arbitrage : Jorge Gonzalez | Home Depot Center, Carson Spectateurs : 23 437 Arbitrage : Jorge Gonzalez |

#### Finale de la MLS 2011
| 20 novembre 2011 | Galaxy de Los Angeles                                      | 1 - 0 | Dynamo de Houston          | Home Depot Center, Carson                        |                                                  |
|                  | · Cristman 40e · Donovan 72e · Beckham 82e · Donovan 90+4e |       | 13e Boswell · 74e Hainault | Spectateurs : 30 281 Arbitrage : Ricardo Salazar | Spectateurs : 30 281 Arbitrage : Ricardo Salazar |
|                  | Rapport                                                    |       |                            | Spectateurs : 30 281 Arbitrage : Ricardo Salazar | Spectateurs : 30 281 Arbitrage : Ricardo Salazar |

## Leaders statistiques (saison régulière)

### Classement des buteurs Budweiser Golden Boot
| Rang | Joueur            | Club                    | Buts | Passes | Minutes |
| ---- | ----------------- | ----------------------- | ---- | ------ | ------- |
| 1    | Dwayne De Rosario | D.C. United             | 16   | 12     | 2781    |
| 2    | Chris Wondolowski | Earthquakes de San José | 16   | 3      | 2672    |
| 3    | Thierry Henry     | Red Bulls de New York   | 14   | 4      | 2266    |
| 4    | Andrés Mendoza    | Crew de Columbus        | 13   | 2      | 2022    |
| 5    | Fredy Montero     | Sounders FC de Seattle  | 12   | 9      | 2304    |
| 6    | Landon Donovan    | Galaxy de Los Angeles   | 12   | 3      | 1915    |
| 7    | Camilo            | Whitecaps de Vancouver  | 12   | 3      | 2484    |
| 8    | Dominic Oduro     | Fire de Chicago         | 12   | 2      | 2633    |
| 9    | Sébastien Le Toux | Union de Philadelphie   | 11   | 9      | 3060    |
| 10   | Brek Shea         | FC Dallas               | 11   | 4      | 2647    |
| 11   | Álvaro Saborío    | Real Salt Lake          | 11   | 2      | 1928    |
| 12   | Charlie Davies    | D.C. United             | 11   | 1      | 1553    |

### Classement des passeurs
| Rang | Joueur            | Club                   | Passes |
| ---- | ----------------- | ---------------------- | ------ |
| 1    | Brad Davis        | Dynamo de Houston      | 16     |
| 2    | David Beckham     | Galaxy de Los Angeles  | 15     |
| 3    | Mauro Rosales     | Sounders FC de Seattle | 13     |
| 4    | Dwayne De Rosario | D.C. United            | 12     |
| 5    | Kyle Beckerman    | Real Salt Lake         | 9      |
| 5    | Davide Chiumiento | Whitecaps de Vancouver | 9      |
| 5    | Sebastien Le Toux | Union de Philadelphie  | 9      |
| 5    | Patrick Nyarko    | Fire de Chicago        | 9      |
| 5    | Fredy Montero     | Sounders FC de Seattle | 9      |
| 10   | Jack Jewsbury     | Timbers de Portland    | 8      |

### Classement des gardiens
Il faut avoir joué 1000 minutes pour être classé.
| Rang | Gardien          | Club                    | BE/M | AR  | BC | Min  | J  | CS |
| ---- | ---------------- | ----------------------- | ---- | --- | -- | ---- | -- | -- |
| 1    | Donovan Ricketts | Galaxy de Los Angeles   | 0.77 | 41  | 11 | 1284 | 15 | 7  |
| 2    | Josh Saunders    | Galaxy de Los Angeles   | 0.94 | 55  | 17 | 1620 | 18 | 8  |
| 3    | Kevin Hartman    | FC Dallas               | 1.06 | 85  | 35 | 2970 | 33 | 13 |
| 4    | Faryd Mondragón  | Union de Philadelphie   | 1.06 | 49  | 28 | 2385 | 27 | 7  |
| 5    | Nick Rimando     | Real Salt Lake          | 1.09 | 91  | 36 | 2970 | 33 | 13 |
| 6    | Kasey Keller     | Sounders FC de Seattle  | 1.09 | 110 | 37 | 3060 | 34 | 9  |
| 7    | Jimmy Nielsen    | Sporting de Kansas City | 1.14 | 79  | 35 | 2767 | 31 | 7  |
| 8    | Matt Pickens     | Rapids du Colorado      | 1.21 | 76  | 41 | 3060 | 34 | 8  |
| 9    | Tally Hall       | Dynamo de Houston       | 1.21 | 99  | 41 | 3060 | 34 | 6  |
| 10   | Dan Kennedy      | Chivas USA              | 1.22 | 100 | 39 | 2880 | 32 | 9  |

## Récompenses individuelles

### Récompenses annuelles
| Trophée                            | Joueur            | Club                                 |
| ---------------------------------- | ----------------- | ------------------------------------ |
| Meilleur joueur (saison régulière) | Dwayne De Rosario | D.C. United                          |
| Meilleur joueur (finale MLS)       | Landon Donovan    | Galaxy de Los Angeles                |
| Meilleur buteur                    | Dwayne De Rosario | D.C. United                          |
| Meilleur défenseur                 | Omar Gonzalez     | Galaxy de Los Angeles                |
| Meilleur gardien                   | Kasey Keller      | Sounders FC de Seattle               |
| Meilleur rookie                    | C. J. Sapong      | Sporting de Kansas City              |
| Meilleur entraîneur                | Bruce Arena       | Galaxy de Los Angeles                |
| Meilleur come-back                 | David Beckham     | Galaxy de Los Angeles                |
| Meilleur nouveau venu              | Mauro Rosales     | Sounders FC de Seattle               |
| Meilleur arbitre                   | Mark Geiger       |                                      |
| Meilleur arbitre assistant         | Corey Rockwell    |                                      |
| Meilleur but                       | Darlington Nagbe  | Timbers de Portland                  |
| Meilleur arrêt                     | Kasey Keller      | Sounders FC de Seattle               |
| Trophée du fair-play (joueur)      | Sébastien Le Toux | Union de Philadelphie                |
| Trophée du fair-play (équipe)      |                   | Timbers de Portland                  |
| Action humanitaire de l'année      | Zak Boggs         | Revolution de la Nouvelle-Angleterre |

### Récompenses mensuelles

#### Joueur du mois
| Mois      |                   |                         |              |
| Mois      | Joueur            | Club                    | Lien         |
| --------- | ----------------- | ----------------------- | ------------ |
| Mars      | Nick Rimando      | Real Salt Lake          | 1BE 2–0–0    |
| Avril     | Brad Davis        | Dynamo de Houston       | 6P 3-2-0     |
| Mai       | Landon Donovan    | Galaxy de Los Angeles   | 6B           |
| Juin      | Graham Zusi       | Sporting de Kansas City | 2B 3PV 3-3-0 |
| Juillet   | Kevin Hartman     | FC Dallas               | 4CS          |
| Août      | Dwayne De Rosario | D.C. United             | 3B 2P        |
| Septembre | Sébastien Le Toux | Union de Philadelphie   | 7B           |
| Octobre   | Chris Wondolowski | Earthquakes de San José | 5B           |

B=Buts; P=Passes; BE=Buts encaissés; PV=Passe Vainqueur; Victoire-Nuls-Défaites dans le mois considéré; CS=Clean sheets

#### MLS W.O.R.K.S. Action humanitaire du mois
| Mois      |                                                            |                                                                          |                        |
| Mois      | Joueur                                                     | Club                                                                     | Lien                   |
| --------- | ---------------------------------------------------------- | ------------------------------------------------------------------------ | ---------------------- |
| Mars      | Fredy Montero                                              | Sounders FC de Seattle                                                   | March Humanitarian     |
| Avril     | Daniel Hernandez                                           | FC Dallas                                                                | April Humanitarian     |
| Mai       | Danny Cruz                                                 | Dynamo de Houston                                                        | May Humanitarian       |
| Juin      | Zak Boggs                                                  | Revolution de la Nouvelle-Angleterre                                     | June Humanitarian      |
| Juillet   | Jeb Brovsky                                                | Whitecaps de Vancouver                                                   | July Humanitarian      |
| Août      | Jack Jewsbury                                              | Timbers de Portland                                                      | August Humanitarian    |
| Septembre | Mehdi Ballouchy Jason Hernandez Michael Lahoud Logan Pause | Red Bulls de New York Earthquakes de San José Chivas USA Fire de Chicago | September Humanitarian |
| Octobre   | Geoff Cameron                                              | Dynamo de Houston                                                        | October Humanitarian   |

### Récompenses hebdomadaires
| Semaine    | Joueur de la semaine | Joueur de la semaine    | AT&T But de la semaine | AT&T But de la semaine  | NAPA Arrêt de la semaine       | NAPA Arrêt de la semaine             |
| Semaine    | Joueur               | Club                    | Joueur                 | Club                    | Joueur                         | Club                                 |
| ---------- | -------------------- | ----------------------- | ---------------------- | ----------------------- | ------------------------------ | ------------------------------------ |
| Semaine 1  | Omar Bravo           | Sporting de Kansas City | Juan Agudelo           | Red Bulls de New York   | Nick Rimando                   | Real Salt Lake                       |
| Semaine 2  | Javier Morales       | Real Salt Lake          | Javier Martina         | Toronto FC              | Jake Gleeson                   | Timbers de Portland                  |
| Semaine 3  | Camilo               | Whitecaps de Vancouver  | Khari Stephenson       | Earthquakes de San José | Kasey Keller                   | Sounders FC de Seattle               |
| Semaine 4  | David Ferreira       | FC Dallas               | O'Brian White          | Sounders FC de Seattle  | Kasey Keller                   | Sounders FC de Seattle               |
| Semaine 5  | Luke Rodgers         | Red Bulls de New York   | Jorge Perlaza          | Timbers de Portland     | Jake Gleeson                   | Timbers de Portland                  |
| Semaine 6  | Landon Donovan       | Galaxy de Los Angeles   | Juan Agudelo           | Red Bulls de New York   | Donovan Ricketts               | Galaxy de Los Angeles                |
| Semaine 7  | Will Bruin           | Dynamo de Houston       | Brek Shea              | FC Dallas               | Bobby Shuttleworth             | Revolution de la Nouvelle-Angleterre |
| Semaine 8  | Joao Plata           | Toronto FC              | Thierry Henry          | Red Bulls de New York   | Tim Ream                       | Red Bulls de New York                |
| Semaine 9  | Justin Braun         | Chivas USA              | David Beckham          | Galaxy de Los Angeles   | Stefan Frei                    | Toronto FC                           |
| Semaine 10 | Jeff Parke           | Sounders FC de Seattle  | Carlos Ruiz            | Union de Philadelphie   | Troy Perkins                   | Timbers de Portland                  |
| Semaine 11 | Justin Mapp          | Union de Philadelphie   | Lamar Neagle           | Sounders FC de Seattle  | Landon Donovan A. J. DeLaGarza | Galaxy de Los Angeles                |
| Semaine 12 | Jean Alexandre       | Real Salt Lake          | Jean Alexandre         | Real Salt Lake          | Kasey Keller                   | Sounders FC de Seattle               |
| Semaine 13 | Steven Lenhart       | Earthquakes de San José | Eric Hassli            | Whitecaps de Vancouver  | Greg Sutton                    | Red Bulls de New York                |
| Semaine 14 | Bernardo Anor        | Crew de Columbus        | Fredy Montero          | Sounders FC de Seattle  | Teemu Tainio                   | Red Bulls de New York                |
| Semaine 15 | Mike Magee           | Galaxy de Los Angeles   | Tyson Wahl             | Sounders FC de Seattle  | Mike Magee                     | Galaxy de Los Angeles                |
| Semaine 16 | Joel Lindpere        | Red Bulls de New York   | Darlington Nagbe       | Timbers de Portland     | Brian Perk                     | Galaxy de Los Angeles                |
| Semaine 17 | Fredy Montero        | Seattle Sounders        | David Beckham          | Galaxy de Los Angeles   | Troy Perkins                   | Timbers de Portland                  |
| Semaine 18 | Mauro Rosales        | Seattle Sounders        | Carlos Ruiz            | Union de Philadelphie   | Troy Perkins                   | Timbers de Portland                  |
| Semaine 19 | Sanna Nyassi         | Rapids du Colorado      | Kei Kamara             | Sporting de Kansas City | Jimmy Nielsen                  | Sporting de Kansas City              |
| Semaine 20 | Dwayne De Rosario    | D.C. United             | Roger Torres           | Union de Philadelphie   | Andy Gruenebaum                | Crew de Columbus                     |
| Semaine 21 | Dwayne De Rosario    | D.C. United             | Luis Gil               | Real Salt Lake          | Jimmy Nielsen                  | Sporting de Kansas City              |
| Semaine 22 | Chris Pontius        | D.C. United             | Adam Moffat            | Dynamo de Houston       | Miloš Kocić                    | Toronto FC                           |
| Semaine 23 | Graham Zusi          | Sporting de Kansas City | Graham Zusi            | Sporting de Kansas City | Kasey Keller                   | Sounders FC de Seattle               |
| Semaine 24 | Lamar Neagle         | Sounders FC de Seattle  | Lamar Neagle           | Sounders FC de Seattle  | Nick Rimando                   | Real Salt Lake                       |
| Semaine 25 | Pas de récompense    | Pas de récompense       | Kyle Beckerman         | Real Salt Lake          | Jimmy Nielsen                  | Sporting de Kansas City              |
| Semaine 26 | Charlie Davies       | D.C. United             | Davide Chiumiento      | Whitecaps de Vancouver  | Joe Cannon                     | Whitecaps de Vancouver               |
| Semaine 27 | Danny Koevermans     | Toronto FC              | Álvaro Fernández       | Sounders FC de Seattle  | Zac MacMath                    | Union de Philadelphie                |
| Semaine 28 | Dwayne De Rosario    | D.C. United             | Fredy Montero          | Sounders FC de Seattle  | Troy Perkins                   | Timbers de Portland                  |
| Semaine 29 | Marco Pappa          | Fire de Chicago         | Kenny Cooper           | Timbers de Portland     | Nick Rimando                   | Real Salt Lake                       |
| Semaine 30 | Pas de récompense    | Pas de récompense       | Chris Wondolowski      | Earthquakes de San José | Kasey Keller                   | Sounders FC de Seattle               |
| Semaine 31 | Kasey Keller         | Sounders FC de Seattle  | Danny Cruz             | Dynamo de Houston       | Kasey Keller                   | Sounders FC de Seattle               |
| Semaine 32 | Jalil Anibaba        | Fire de Chicago         | Adam Moffat            | Dynamo de Houston       | Jimmy Nielsen                  | Sporting de Kansas City              |

## Bilan
| Major League Soccer 2011                                           |                                  |
| Champion                                                           | Galaxy de Los Angeles (3e titre) |
| Play-offs (équipes qualifiées pour les demi-finales de conférence) | Galaxy de Los Angeles            |
| Play-offs (équipes qualifiées pour les demi-finales de conférence) | Sounders FC de Seattle           |
| Play-offs (équipes qualifiées pour les demi-finales de conférence) | Real Salt Lake                   |
| Play-offs (équipes qualifiées pour les demi-finales de conférence) | Sporting de Kansas City          |
| Play-offs (équipes qualifiées pour les demi-finales de conférence) | Rapids du Colorado               |
| Play-offs (équipes qualifiées pour les demi-finales de conférence) | Dynamo de Houston                |
| Play-offs (équipes qualifiées pour les demi-finales de conférence) | Union de Philadelphie            |
| Play-offs (équipes qualifiées pour les demi-finales de conférence) | Red Bulls de New York            |
| Coupes et trophées                                                 |                                  |
| Vainqueur de la Coupe des États-Unis 2011                          | Sounders FC de Seattle           |
| Qualifications continentales                                       |                                  |
| Ligue des champions de la CONCACAF 2012-2013 (phase de groupe)     | Galaxy de Los Angeles            |
| Ligue des champions de la CONCACAF 2012-2013 (phase de groupe)     | Sounders FC de Seattle           |
| Ligue des champions de la CONCACAF 2012-2013 (phase de groupe)     | Dynamo de Houston                |
| Ligue des champions de la CONCACAF 2012-2013 (phase de groupe)     | Real Salt Lake                   |